# (20624) Dariozanetti
(20624) Dariozanetti est un astéroïde de la ceinture principale.

## Description
(20624) Dariozanetti est un astéroïde de la ceinture principale. Il fut découvert le 9 octobre 1999 à Gnosca par Stefano Sposetti. Il présente une orbite caractérisée par un demi-grand axe de 2,57 UA, une excentricité de 0,10 et une inclinaison de 14,2° par rapport à l'écliptique.

## Compléments